# Nur Ed-Din Al Betrugi
Pour les articles homonymes, voir Alpetragius.
Nur al-Din Ibn Ishaq Al-Bitruji, Abu Ishâk ibn al-Bitrogi, aussi connu sous le nom d'Al Bidrudschi et plus connu en Occident sous son nom latinisé d'Alpetragius, est un célèbre astronome, philosophe et juge marocain ou arabe andalou du XIIe siècle.
Il est notamment connu pour avoir été le premier astronome à présenter un système astronomique non ptolémaïque et le premier à proposer des causes physiques des mouvements célestes. Son système alternatif s'est répandu à travers la majeure partie de l'Europe au cours du XIIIe siècle.

## Biographie
Al Betrugi naquit (bien) avant 1185. En effet, on sait qu'il a connu le polymathe Ibn Tufayl et qu'il était probablement son disciple; or Ibn Tufayl est mort en 1185 ou 1186,,.
Le lieu de naissance d'Al Betrugi est controversé. Déjà en 1921, certains historiens le font naître en al-Andalus (Pedroche près de Cordoue ou Séville), d'autres pensent qu'il est né dans le Maghreb al-Aqsa (Maroc). Les deux affirmations se trouvent aussi dans des ouvrages plus récents. Ainsi, Julio Samsó pense que son gentilé vient de Al-Bitrawsh (l'actuelle Valle de los Pedroches), une région proche de Cordoue; c'est donc là qu'il serait né,,. De l'autre côté, plusieurs ouvrages affirment, souvent en passant, qu'il est originaire du Maroc,,. En tout cas, qu'il soit né en un endroit n'empêche pas qu'il ait plus tard vécu ailleurs: ainsi Michal Kokowski affirme qu'il est né au Maroc, mais qu'il a ensuite vécu à Séville.
On sait qu'il a vécu en Andalousie[réf. souhaitée], qu'il était probablement un disciple du polymathe Ibn Tufayl et contemporain d'Averroès.
Dans son unique œuvre connue,,, Kitab-al-Hay’ah (en arabe كتاب الحياة), il avança la théorie des orbites planétaires comme étant de natures épicycles et excentriques. La date exacte de cette œuvre est également incertaine. Il l'écrivit certainement après la mort d'Ibn Tufayl (1185/1186). En 1192 apparut une œuvre qui semble lui emprunter des idées, et en 1217 Michel Scot traduisit le Kitab al-Hay'ah en latin. Ainsi, le Kitab al-Hay'a fut certainement écrit entre 1185 et 1217, et probablement plus précisément entre 1185 et 1192,,.
Nur Al Din mourut vers 1204[réf. souhaitée].

## Œuvres et modèle planétaire
Il est le premier astronome à présenter un système astronomique non ptolémaïque, avec les planètes portées par les sphères géocentriques, comme une alternative aux modèles de ses prédécesseurs. Un autre aspect original de son système est qu'il propose une cause physique des mouvements célestes. On lui doit une très curieuse théorie astronomique développée dans un de ses ouvrages nommé Kitab Al Hai'a (Le livre d'astronomie/cosmologie théorique, littéralement en arabe : كتاب الهيئة ), qui fait revivre, d'une manière fondamentalement modifiée, la théorie des sphères homocentriques (système de mouvement planétaire proposé par ses prédécesseurs), et permet de rendre compte des phénomènes propres aux étoiles errantes, en mélangeant des rotations de sphères homocentriques. Les conceptions d'Alpetragius ont le mérite d’ébranler une tradition séculaire, de mettre en doute les systèmes antécédents et préparer leur écroulement annoncé. Pour ses contemporains, ses idées sont considérées comme un important apport positif : on va même jusqu'à dire qu'il fonde une nouvelle astronomie. Son apport est si décisif pour l'avenir de l'astronomie que les écrivains juifs de son époque le surnomment celui qui fait vaciller la doctrine des cieux. Il établit la théorie du mouvement spiral des planètes et ouvre ainsi la voie à l'astronomie moderne. Grâce à lui, la trigonométrie, considérée jusque-là comme une branche de l'astronomie, devient une science indépendante. Selon lui : "Vénus et Mercure ont leur lumière propre puisqu'elles n'ont pas de phase comme la Lune."
Un des aspects originaux du système d'Alpetragius est sa proposition d'une cause physique de mouvements célestes. Il combine l'idée d'impetus et le concept de shawq (désir) d'Abu'l-Barakāt al-Baghdādī, pour expliquer comment l'énergie est transférée d'un premier moteur placé dans la dite sphère à d'autres sphères, expliquant les vitesses variables des autres sphères et des mouvements différents. Il contredit l'idée selon laquelle il existe un type particulier de dynamique pour chaque monde, en appliquant plutôt la même dynamique aux mondes sublunaires et célestes.
Il écrit le célèbre livre Kitab Al Hai'a sur l'almageste, qui demeure une des bases de l'astronomie du monde. Alpetragius y présente des critiques de ce livre d'un point de vue physique. 

## Héritages et postérité
Ses Principes d'astronomie sont traduits par Michel Scot à Tolède en 1217, sous le titre de De motibus celorum (imprimé pour la première fois à Vienne en 1531). Cette traduction devient la base de l'astronomie en Europe jusqu'au XVIe siècle, et son modèle planétaire sera repris par les principaux acteurs de la nouvelle conception du monde qui vont s'en inspirer.
Les critiques vont jusqu'à qualifier son livre d'alternative valable à l'Almageste de Ptolémée.
Une traduction en hébreu de Moshe ibn Tibbon a été réalisée en 1259. Egalement au XIIIe siècle, Juda ben Salomon ha-Cohen incorpore l'astronomie d'Al Betrugi dans son encyclopédie Midrash ha-Ḥokmah, considérée comme la première des grandes encyclopédies hébraïques.
Le professeur Feliciano Pérez Varas, de l'Université de Salamanque, considère que le Parzival fait référence à ce savant dans la figure du sage astronome Flegetanis, qui aurait mentionné le Graal.
Un cratère lunaire porte aujourd'hui son nom latinisé: le cratère Alpetragius.